# Део Српског православног гробља са 51 спомеником
Део Српског православног гробља са 51 спомеником Влада Републике Србије 2003. године утврђује за знаменито место. 
Ово непокретно културно добро чини 51 надгробни споменик становника села Руменка с краја 18. и почетка 19. века, од којих се 42 налазе на аутентичним местима, а 9 је измештено и постављено унутар знаменитог места, уз ограду.
Знаменито место је својеврстан пример очуваног компактног споменичког наслеђа српског народа на територији Новог Сада, који указује да је у овом периоду Руменка била значајније и богатије насеље од обичног коморског села у поседу футошког властелина.